# Eupithecia nigrilinea
Eupithecia nigrilinea là một loài bướm đêm trong họ Geometridae.